# Sonate pour violoncelle et piano no 2 de Beethoven
Pour les articles homonymes, voir Sonate pour violoncelle et piano.
La Sonate pour violoncelle et piano no 2 en sol mineur, op. 5 no 2, de Ludwig van Beethoven, fut composée en 1796, et publiée en 1797 chez Artaria à Vienne, en même temps que la Première sonate pour violoncelle avec une dédicace au roi Frédéric-Guillaume II de Prusse.
Elle comporte deux mouvements et son exécution nécessite environ vingt minutes :
1. Adagio sostenuto ed espressivo - Allegro molto piu tosto presto
2. Rondo. Allegro